# Enya (album)
Pour les articles homonymes, voir Enya (homonymie).
Albums de Enya
Watermark
(1988)
Singles
1. I Want Tomorrow
Sortie : 9 mars 1987

Enya est le premier album de la chanteuse Enya sorti en 1987, puis réédité en 1992 en version remasterisée, sous le titre The Celts.
Deux versions de cet album parurent. Lorsque Warner relança l'album sous le titre ''The Celts'', le morceau ''Portrait'' de la version originale fut remplacé par une version longue intitulée ''Portrait (Out of the Blue)''.

## Liste des titres
1. The Celts - (2 min 50 s)
2. Aldebaran - (dédiée à Ridley Scott) (3 min 05 s)
3. I Want Tomorrow - (4 min 02 s)
4. March of the Celts - (3 min 10 s)
5. Deireadh an Tuath - (1 min 43 s)
6. The Sun in the Stream - (2 min 55 s)
7. To Go Beyond, Pt. 1 - (1 min 20 s)
8. Fairytale - (3 min 03 s)
9. Epona - (1 min 36 s)
10. Triad: St. Patrick / Cú Chulainn / Oisin - (4 min 25 s)
11. Portrait - (1 min 23 s)
12. Boadicea - (3 min 30 s)
13. Bard Dance - (1 min 23 s)
14. Dan y Dŵr - (1 min 41 s)
15. To Go Beyond, Pt. 2 - (2 min 50 s)

## Personnel
Crédits adaptés des notes de pochette de l'album 1987 et 1992,.
- Enya – chant, piano, Roland Juno-60, Yamaha DX7, E-mu Emulator II, Synthétiseur Kurzweil
- Arty McGlynn – guitare électrique
- Liam O'Flynn – Uilleann pipes
- Patrick Halling – violon

## Classements hebdomadaires
| Classement (1987-92)                  | Meilleure place |
| ------------------------------------- | --------------- |
| Australie (ARIA)                      | 26              |
| Nouvelle-Zélande (RIANZ)              | 15              |
| Royaume-Uni (UK Albums Chart)         | 69              |
| Irlande (IRMA)                        | 8               |
| États-Unis (Billboard Catalog Albums) | 11              |
| États-Unis (Billboard New Age Albums) | 14              |

## Certifications
| Région                                                                                                 | Certification | Ventes/Streams |
| --- | ------------- | -------------- |
| Australie (ARIA)                                                                                       | Platine       | 70 000^        |
| États-Unis (RIAA)                                                                                      | Platine       | 1 000 000^     |
| *Ventes selon la certification ^Mise en rayon selon la certification xNon précisé par la certification |               |                |